# キュビスム

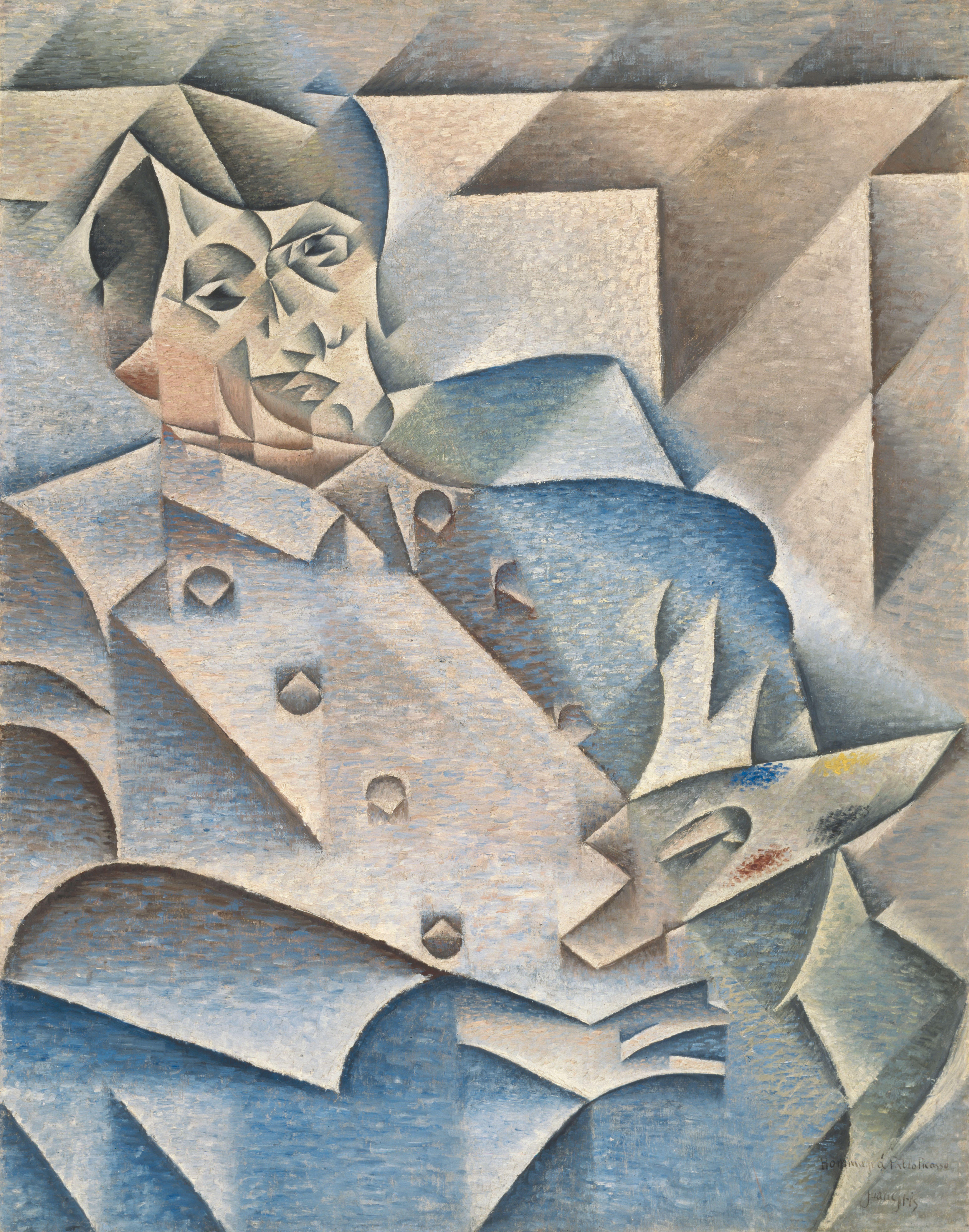
フアン・グリス『ピカソの肖像』(1912,油彩)

キュビスム（仏: cubisme、立体派）は、20世紀初頭にパブロ・ピカソとジョルジュ・ブラックによって創始され、多くの追随者を生んだ現代美術の大きな動向(アート・ムーブメント)である。多様な角度から見た物の形を一つの画面に収めるなど、様々な視覚的実験を推し進めた。

## 歴史
キュビスムの出発点は、ピカソが1907年秋に描き上げた『アビニヨンの娘たち』（Les demoiselles d’Avignon）である。この絵をピカソはごく一部の友人にだけ見せたが、反応は芳しいものではなかった。アンリ・マティスは腹を立て、ブラックは「三度の食事が麻クズとパラフィン製になると言われたようものだ」と言い、アンドレ・ドランはピカソがそのうち首を吊るのではないかと心配したという。
しかし、ブラックはピカソの仕事の重要性にすぐに気づき、ひそかに『大きな裸婦』（1908年）を描いてそのあとを追った。また、ポール・セザンヌゆかりのエスタック地方に旅し、『エスタックの家』をはじめとする7点の「セザンヌ的キュビスム」の風景画を描き、1908年秋にダニエル＝ヘンリー・カーンワイラーの画廊で公開した。これを見た批評家のルイ・ヴォークセルが『ジル・ブラス』紙上で「ブラックは一切を立方体（キューブ）に還元する」と書いた。これがキュビスムの名の起こりといわれている。もっともこの言葉は、サロン・ドートンヌの審査の席でマティスが先に使っている（ブラックはこの展覧会に7点の作品を持ち込んだが5点の展示を拒否され、これを不服として全作品を引き上げている）。「キュビスト」という言葉は1909年の『フィガロ』誌が初出である。
翌1909年からピカソとブラックは共同でキュビスム追究を始めた。1911年ごろの作品はどちらに帰属するのか判別しがたいほどよく似ている。このころ、二人はフランス国内においては、カーンヴァイラーの画廊をのぞいて、ほとんど作品を公開していない（ただし、国外の展示会では展示機会が多いことに注意が必要）。ピカソとブラックの共同作業は、ブラックが第一次世界大戦でフランス陸軍に召集される1914年まで続いた。
キュビスムがはじめて世に知られることになった契機は、1911年の第27回アンデパンダン展である。ピカソとブラックの仕事からも影響を受けながら独自の表現を模索していたピュトー・グループの画家たちが会場の一室を占拠し、キュビスムの一大デモンストレーションを行った。観衆はそれらの「醜い作品」を見て衝撃を受け、口々に非難を浴びせた。参加した画家はアンリ・ル・フォーコニエ、ロベール・ドローネー、マルセル・デュシャンなど。デュシャンは『自転車の車輪』などのレディ・メイドでダダイスムの先駆者となる。
ル・コルビュジエ（シャルル・エドゥアール・ジャンヌレ）とアメデエ・オザンファンによる『キュビスム以降』 (Après le Cubisme) は、1918年に刊行されている。
フランス語ではキュビスム (cubisme) と、「ス」が澄んだ発音であるが、英語ではキュービズム（キュービズム） (cubism) と、「ズ」と濁った発音になる。日本語では「立体派」と訳され、現在でも一部の文献（たとえば、高校の世界史の教科書など）ではこの訳が用いられているが、正確に訳すのであれば「立方体派」とすべきであり、このことから「立体派」という呼び方は誤解を生むので避けるべきであるという意見がある。しかし、語源に即すのではなく、平面化をしないという趣旨に即すのが妥当であり、そのためには平面に対するに立方体とするのではなく、立方体を含めた立体の全体を据えるのでよい。

### 特徴と影響
- 特徴

1. ルネサンス以来の「単一焦点による遠近法」の放棄（すなわち、複数の視点による対象の把握と画面上の再構成）
2. 形態上の極端な解体・幾何学化・抽象化
3. セザンヌの構成的筆触や新印象主義の筆触分割の実験的応用

フォーヴィスムが色彩による革命であるのに対して、「キュビスムは線による革命である」という言い方をされることもあるが、実際にはフォーヴィスムの革命もキュビスムの革命も、そうした一面性からだけでは捉えることはできない。

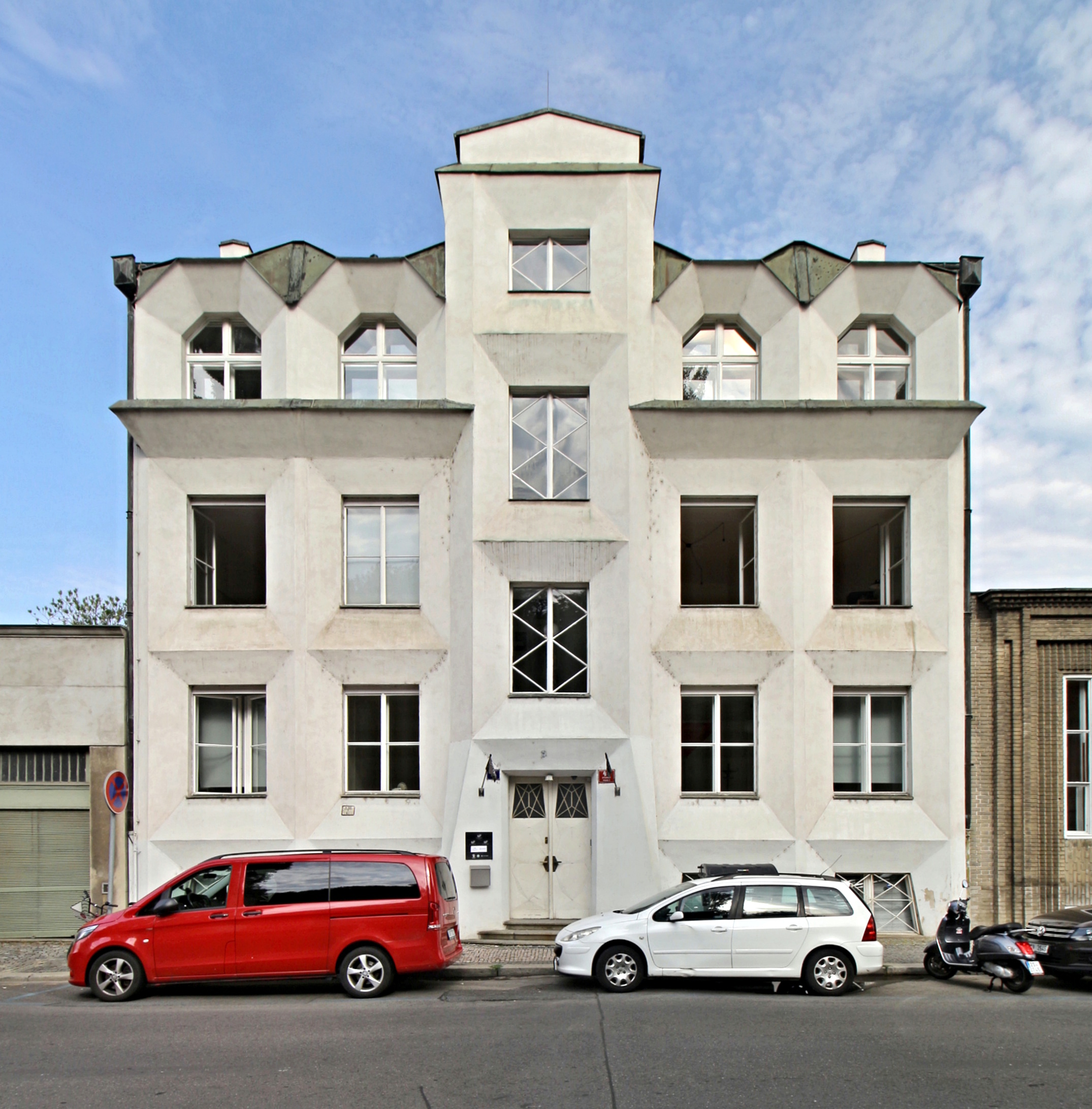
プラハのキュビズム建築

キュビスムの美術の分野における影響は大きく、絵画にとどまらず、彫刻、デザイン、建築、写真にまでその影響は及んでいる。特に、未来派、ロシア構成主義、抽象絵画への影響は大きい。また、パピエ・コレ (papier collé) やコラージュ (collage)は、コンストラクション（construction）やアッサンブラージュ (assemblage)といった立体作品へとつながっていく。
難解な理論は、一般には理解されがたいものであったものの、フランス内外の多くの芸術家たちの関心に合致するところがあり、キュビスムの様々な芸術動向からインスピレーションを得て作品を制作する芸術家は多くいた。なお、キュビスムの経験はピカソ自身にとっても大きく、「キュビスムの時代」を終えたあともしばしばピカソの作品の中にキュビスム的な技法が使用されている。ピカソもブラックもキュビスムから抽象に向かうことはなく、具象にとどまった。

## 主な作家
フランス
- パブロ・ピカソ
- ジョルジュ・ブラック
- フェルナン・レジェ
- フアン・グリス
- アンドレ・ロート
- ロベール・ドローネー
- アルベール・グレーズ
- ジャン・メッツァンジェ
- ピュトー・グループ（セクション・ドール）

日本
- 坂田一男

中国
- 方幹民

## 時代区分
以下の時代区分は、ピカソとブラックのキュビスムについてであり、その他の作家たちについては必ずしもあてはまらない。また、ピカソやブラックと同時代に存在した区分ではなく、後世の批評家や美術史家が定めた区分である。
プロトキュビスム（Proto Cubism）
『アヴィニョンの娘たち』以降、ピカソとブラックの作品は、人物、静物、風景のいかんに関わらず、立方体のような単純な形に還元されてゆく。この時期に描かれた絵（特に風景画）はセザンヌ的であるので、セザンヌ的キュビスムということがある。ちなみに、この時期を次の「分析的キュビスム」に含める考え方もある。
分析的キュビスム (Analytical Cubism)
1909年夏頃以降、対象の分析・解体が進み、作品は平面に近づく。何が描かれているか判別がつきにくいという意味では、最も難解な時期といえる。代表作としては、『ウーデの肖像』（1910年）、『カーンワイラーの肖像』（1910年）（いずれもピカソ）がある。
総合的キュビスム(Synthetic Cubism)
1912年春ごろ以降、形態の分析・解体が一段落し、代わりに平面的な部分を構築する技法が用いられ始める。この時期の特徴として挙げられるのは、パピエ・コレ、文字の導入、シェイプト・キャンバス、色彩の復活である。

## キュビスムと写真
キュビスムは写真に対しても大きな影響を与えているが、未来派、ダダ、シュルレアリスムのように、キュビストそのものがキュビスム的な写真作品を残しているということはまずない。たとえば、ピカソが写真作品を多く制作しているのは有名であるが、キュビスムの写真作品と呼べるようなものではない。
一般に、「キュビスムの写真」と呼ばれるような作品はキュビスムの影響を受けた作品のことで、人物、風景（自然のもの、人工的なものを問わず）などを撮影していながら、光と影の対比、幾何学的な形態（丸、三角、四角、水平線、垂直線、対角線など）の重視、対称の構成的な配置などに強い特徴をもった作品であり、構成主義的な写真へと直結するような位置にある。キュビスムの写真への影響は、むしろストレートフォトグラフィにおいて顕著であるとされることが多いが、実際にはそれにとどまらず、ピクトリアリスム、未来派、ダダ、シュルレアリスムそれぞれの写真作品にもその跡は見て取ることができ、いわゆる「バウハウスの写真」にも大きな影響を与えている。
この範疇に含まれる具体的な写真家としては、ヨーロッパでは、アンドレ・ケルテス、アレクサンドル・ロトチェンコ、フランティセック・ドルティコルなど、アメリカでは、ベレニス・アボット、イモージン・カニンガム、エドワード・ウェストン、ポール・アウターブリッジ・ジュニア、ポール・ストランドなど、日本では淵上白陽を中心としたいわゆる「構成派」の写真家たち（松尾才五郎、高田皆義、津坂淳、西亀久二など）が挙げられる。特に日本では、静物でも人物像でも、単なる影響にとどまらず、「キュビスムそのもの」というような作品すらあり、また、黒と白の効果的な使い方も顕著に見られる。

## 関連分野
- チュビスム（英語版）（チュービズム）

1910年代前半のレジェのキュビスムの作品を、チュビスムと呼ぶことがある。特に人物画において、チューブ状の物体に解体された作品が多く、ルイ・ヴォークセルがレジェの作品を見て、それらの作品に「チューブ」のような形態を見出したことが、この呼び名の由来となっている。
- オルフィスム
- ピュリスム
- クボフトゥリズム
- シンクロミズム（英語版）（サンクロミスム）

キュビスムの影響を受けて、1913年のパリにおいて、スタントン・マクドナルド＝ライト（1890年 - 1973年）とモーガン・ラッセル（1886年 - 1953年）の2人のアメリカ人により主張された絵画形式。基本的にはキュビスムの影響により抽象性が増した作品であるが、色彩豊かな作品で、オルフィスムに近い。抽象性が徹底している作品ばかりではなく、再現的な作品もあり、その点でもオルフィスムに近い。短命であり、1918年ごろにはほとんど具象作品に回帰した。やはりパリにいたパトリック・ヘンリー・ブルース（1880年 - 1937年）の作品を含めて考える場合もある。また、シンクロミズム自体を、オルフィスムに含める考え方もある。
- ニール・コックス（田中正之訳）『キュビスム（岩波世界の美術）』（岩波書店、2003）ISBN 4000089714

ISBN 4805502339